# Michał Staszczak (aktor)
Michał Staszczak (ur. 5 kwietnia 1975 w Radzyniu Podlaskim) – polski aktor teatralny i filmowy, pedagog.

## Życiorys
Absolwent wydziału aktorskiego łódzkiej filmówki (1998). Od 1998 jest aktorem Teatru im. S. Jaracza w Łodzi. Od 2001 pracuje także jako wykładowca na wydziale aktorskim PWSFTviT.

## Role teatralne
- jako Billy Flean w Chicago, reż. W. Kościelniak[1]
- jako Peachum w Operze za trzy grosze B. Brechta, reż. W. Kościelniak[1]
- jako Koczkariow w Według Agafii na podstawie Ożenku M. Gogola, reż. A. Duda-Gracz
- jako Rodrigo w Otello wariacje na temat W. Szekspira, reż. A. Duda-Gracz
- jako Francis w Osama bohater D. Kelly’ego, reż. W. Zawodziński
- jako Sędzia w Balkonie J. Geneta, reż. A. Duda-Gracz
- jako Klient, Alfons, Policjant w Edmondzie D. Mameta, reż. W. Zawodziński
- jako Pijak w Ślubie W. Gombrowicza, reż. W. Zawodziński
- jako Pchełka w Antygonie w Nowym Jorku J. Głowackiego, reż. T. Junak
- jako Alfred w Opowieści Lasku Wiedeńskiego Ö. von Horvátha, reż. J. Orłowski
- jako Jack w Ciotce Karola B. Thomasa, reż. E. Mirowska
- jako Lizander w Śnie nocy letniej W. Szekspira, reż. W. Zawodziński
- jako Orin w Żałoba przystoi Elektrze E. O’Neilla, reż. M. Grzegorzek
- jako John w Rutherford i syn K. G. Sowbery, reż. M. Grzegorzek
- jako Jim w Szklanej menażerii T. Williamsa, reż. M. Grzegorzek

## Filmografia
- 1990: Korczak − Józek, wychowanek Korczaka
- 1990: Dom na głowie − Rafał
- 1991: Przeklęta Ameryka
- 1992: Pierścionek z orłem w koronie − żołnierz w komitecie powiatowym PPR
- 1992: Das heimweh des Walerjan Wrobel
- 1998: Syzyfowe prace (serial telewizyjny) − Szwarc (odc. 4-6)
- 2000: Syzyfowe prace (film) − Szwarc
- 2003−2005: Sprawa na dziś − policjant Kanicki
- 2003−2012: Na Wspólnej −
  - menedżer restauracji (odc. 1037),
  - dyrektor ośrodka (odc. 2096)
- 2006−2007: Samo życie − wykładowca w Akademii Sportu i Rekreacji „Mierzej” Mierzejewski (odc. 746, 753, 759, 876)
- 2007−2008: Plebania − Jano (odc. 942, 1000)
- 2007: Kryminalni − prezes klubu KS „Start” Lisowiec (odc. 68)
- 2008: Pitbull − Czesław Zięba (odc. 31)
- 2009−2010: Majka − wydawca gazety
- 2010: Usta usta − urzędnik Walkowski (odc. 14-15)
- 2011: Wszyscy kochają Romana − Pediatra (odc. 12)
- 2012: Prawo Agaty − adwokat „Czasu” (odc. 8)
- 2013: Komisarz Alex − Adam Rawski, zastępca dyrektora szpitala psychiatrycznego (odc. 35)
- 2013: Barwy szczęścia − nauczyciel Edward Kuś (odc. 921)
- 2013: Czas honoru − partyzant, członek oddziału Władka (odc. 66, 68)